# Magnus Broka
Magnus Broka (av Bjälboätten), var son till svenske jarlen Knut Birgersson (död januari 1208), och därmed sonson till jarlen Birger Brosa. Vem han var gift med är oklart, möjligen med Sigrid Knutsdotter (enligt Dick Harrison, som dock håller för mer troligt att Sigrid var hans mor). En källa anger att hans fru var en dotter till Erik Knutsson. I vilket fall hade han en son vid namn Knut Magnusson, som enligt den norska Håkonssagan var pretendent på den svenska tronen efter Erik Erikssons död 1250.